# Hizla
Hizla es un subdistrito (upazila) del distrito (zila) de Barisal, de la región de Barisal, en Bangladés, con una población censada en marzo de 2011 de 146 077 habitantes.
Se encuentra ubicado en el centro-sur del país, junto a la costa del golfo de Bengala.